# Valea Cerbului
Valea Cerbului – wieś w Rumunii, w okręgu Alba, w gminie Bucium. W 2011 roku liczyła 59 mieszkańców.